# Synchiropus orstom
Synchiropus orstom är en fiskart som beskrevs av Hans W. Fricke 2000. Synchiropus orstom ingår i släktet Synchiropus och familjen sjökocksfiskar. Inga underarter finns listade i Catalogue of Life.